# Hans Robert Müller
Hans Robert Müller (* 26. Oktober 1911 in Graz; † 25. März 1999 in Wolfenbüttel) war ein österreichischer Mathematiker, Professor und Direktor mathematischer Institute an Universitäten.

## Leben
Hans Robert Müller war der Sohn des Bakteriologen Paul Theodor Müller und dessen Frau Bertha Maria Anna Müller, Tochter des österreichisch-slowenischen Mathematikers Franc Jože Hočevar. Sein jüngerer Bruder Paul (1915–1942) war Kernphysiker und im deutschen Uranverein aktiv.
Von 1930 bis 1935 studierte Hans Robert Müller Astronomie, Darstellende Geometrie, Mathematik, Philosophie, Physik an der Universität Graz und der Technischen Hochschule Graz. 1935 erfolgte die Lehramtsprüfung für Mathematik und Darstellende Geometrie. An der Universität Graz war er ab 1936 Assistent am Institut für Mathematik (damals bezeichnet als „Mathematisches Seminar“), wurde 1937 in Mathematik bei Karl Brauner promoviert, 1939 erfolgte die Habilitation, und 1940 wurde er Dozent. 1941 wurde er in die Wehrmacht eingezogen (wo er Unteroffizier wurde), geriet in Kriegsgefangenschaft, aus der er im September 1945 entlassen wurde. Ab 1945 war er wieder Assistent in Graz, erhielt den Titel Privatdozent und 1950 den Titel außerordentlicher Professor, und wurde ständiger Assistent an der Technischen Hochschule Graz. 1954 wurde er ordentlicher Professor an der Universität Ankara. 1956 folgte die Anstellung als Professor an der Technischen Universität Berlin-Charlottenburg, wo er Direktor des Instituts für Geometrie war. 1963 wurde er an die Technische Hochschule Braunschweig berufen, wo er Direktor des Instituts für Mathematik und von 1963 bis 1965 Leiter der naturwissenschaftlichen Abteilung war. 1977 wurde er dort emeritiert.
Es beschäftigte sich besonders mit geometrischen Untersuchungen zur Kinematik, insbesondere im Zusammenhang mit dem Erlanger Programm und den Arbeiten von Wilhelm Blaschke. Ebenso verfasste er einige Lehrbücher zur Geometrie.
Zu seinen Studenten zählten Reinhold Heinemann, Josef Hoschek, Heinz Linder, Klaus Meyer und Werner Pelzer.
Von 1972 bis zu seinem Tod war er ordentliches Mitglied der Braunschweigischen Wissenschaftlichen Gesellschaft.

## Veröffentlichungen (Auswahl)
- Müller, Hans Robert: Zyklographische Betrachtung der Kinematik der speziellen Relativitätstheorie. In: Monatshefte für Mathematik und Physik. 52. Jahrgang, 1948, S. 337–335 (uni-goettingen.de).
- Sphärische Kinematik, Berlin: Deutscher Verlag der Wissenschaften, 1962
- Kinematik, Berlin: de Gruyter, 1963